# Formule de Feynman-Kac
La formule de Feynman-Kac, nommée d'après Richard Feynman et Mark Kac, établit un lien entre les équations aux dérivées partielles paraboliques et les processus stochastiques . En 1947, alors que Kac et Feynman étaient tous deux professeurs à l'université Cornell, Kac assiste à une présentation de la formule de Feynman et remarque qu'ils travaillaient tous deux sur le même sujet sous des angles différents. La formule de Feynman-Kac est le résultat de leur collaboration et démontre rigoureusement le cas à valeurs réelles des intégrales de chemin de Feynman. Le cas complexe, qui se produit lorsque le spin d'une particule est inclus, reste une question ouverte.
Elle offre une méthode de résolution de certaines équations aux dérivées partielles en simulant les trajectoires aléatoires d'un processus stochastique. Inversement, une classe importante d'espérances de processus aléatoires peut être calculée par des méthodes déterministes.

## Théorème
On considère l'équation aux dérivées partielles 
{\displaystyle {\frac {\partial }{\partial t}}u(x,t)+\mu (x,t){\frac {\partial }{\partial x}}u(x,t)+{\tfrac {1}{2}}\sigma ^{2}(x,t){\frac {\partial ^{2}}{\partial x^{2}}}u(x,t)-V(x,t)u(x,t)+f(x,t)=0,}
définie pour tous {\displaystyle x\in \mathbb {R} } et {\displaystyle t\in [0,T]}, munie de la condition finale 
{\displaystyle u(x,T)=\psi (x),}
où {\displaystyle \mu ,\sigma ,\psi ,V,f} sont des fonctions connues, {\displaystyle T} est un paramètre, et {\displaystyle u:\mathbb {R} \times [0,T]\to \mathbb {R} } est l'inconnue. La formule de Feynman-Kac exprime alors {\displaystyle u(x,t)} comme une espérance conditionnelle sous la mesure de probabilité {\displaystyle Q}
{\displaystyle u(x,t)=\operatorname {E} ^{Q}\left[g_{\tau }(t,T)\,\psi (X_{T})+\int _{t}^{T}g_{s}(t,\tau )\,f(X_{\tau },\tau )\,d\tau \,{\Bigg |}\,X_{t}=x\right]}
où {\displaystyle X} est un processus d'Itô satisfaisant
{\displaystyle dX_{t}=\mu (X_{t},t)\,dt+\sigma (X_{t},t)\,dW_{t}^{Q},}
{\displaystyle g_{\tau }} et {\displaystyle g_{s}} sont des fonctions définies telles que
{\displaystyle g_{\kappa }(a,b)=\exp \left(-\int _{a}^{b}V(X_{\kappa },\kappa )\,d\kappa \right)}
où {\displaystyle \kappa } peut être remplacé par {\displaystyle \tau } ou {\displaystyle s} selon le cas, et {\displaystyle W_{t}^{Q}} un processus de Wiener (également appelé mouvement brownien ) sous {\displaystyle Q}.

### Interprétation intuitive
On suppose que la position {\displaystyle X_{t}} d'une particule évolue selon le processus de diffusion 
{\displaystyle dX_{t}=\mu (X_{t},t)\,dt+\sigma (X_{t},t)\,dW_{t}^{Q}.}
On laisse la particule supporter un « coût » à un taux de {\displaystyle f(X_{s},s)} à l'emplacement {\displaystyle X_{s}} à l'époque {\displaystyle s} et qu'elle supporte un coût final à {\displaystyle \psi (X_{T})} .
On suppose également la particule se désintègre. Plus précisément, la particule existe à l'emplacement {\displaystyle X_{s}} au temps {\displaystyle s}, puis sa probabilité d'existence décroît avec le taux {\displaystyle V(X_{s},s)} Une fois la particule désintégrée, tout coût futur est nul.
Alors {\displaystyle u(x,t)} est le coût attendu, si la particule commence à {\displaystyle (t,X_{t}=x).}

## Preuve partielle
La démonstration que la formule ci-dessus est une solution de l'équation différentielle est longue et complexe, et n'est pas présentée ici. Il est cependant relativement simple de démontrer que, si une solution existe, elle doit avoir la forme ci-dessus. La démonstration de ce résultat mineur est la suivante :

### Dérivation de la formule de Feynman-Kac
On montre que la solution {\displaystyle u(x,t)} de la formule de Feynman-Kac satisfait l'EDP :
{\displaystyle {\frac {\partial u}{\partial t}}+\mu {\frac {\partial u}{\partial x}}+{\frac {1}{2}}\sigma ^{2}{\frac {\partial ^{2}u}{\partial x^{2}}}-Vu+f=0.}
On note {\displaystyle g(t,s)=\exp \left(-\int _{t}^{s}V(X_{r},r)\mathrm {d} r\right)} . Sa différentielle satisfait :
{\displaystyle dg(t,s)=-V(X_{s},s)g(t,s)\,ds.}
On définit le processus :
{\displaystyle Y_{s}=g(t,s)u(X_{s},s)+\int _{t}^{s}g(t,\tau )f(X_{\tau },\tau )\,d\tau .}
Aux temps limites, on a :
{\displaystyle Y_{t}=u(X_{t},t),\quad Y_{T}=g(t,T)\psi (X_{T})+\int _{t}^{T}g(t,\tau )f(X_{\tau },\tau )\,d\tau .}
Si {\displaystyle Y_{s}} est une martingale, alors on a
{\displaystyle u(X_{t},t)=Y_{t}=\mathbb {E} [Y_{T}\mid X_{t}=x]}
Il reste ainsi simplement à prouver que {\displaystyle Y_{s}} est une martingale. On suppose {\displaystyle X_{s}} suit l'équation différentielle stochastique
{\displaystyle dX_{s}=\mu (X_{s},s)\,ds+\sigma (X_{s},s)\,dW_{s}.}
Par le lemme d'Itô :
{\displaystyle du(X_{s},s)=\left({\frac {\partial u}{\partial s}}+\mu {\frac {\partial u}{\partial x}}+{\frac {1}{2}}\sigma ^{2}{\frac {\partial ^{2}u}{\partial x^{2}}}\right)ds+\sigma {\frac {\partial u}{\partial x}}dW_{s}.}
On différencie {\displaystyle Y_{s}} :
{\displaystyle dY_{s}=d\left[g(t,s)u(X_{s},s)\right]+g(t,s)f(X_{s},s)\,ds.}
Or, en développant {\displaystyle d[gu]} :
{\displaystyle d[gu]=g\,du+u\,dg+\underbrace {d[g,u]} _{=0}.}
En substituant {\displaystyle dg=-Vg\,ds} et {\displaystyle du} :
{\displaystyle d[gu]=g\left({\frac {\partial u}{\partial s}}+\mu {\frac {\partial u}{\partial x}}+{\frac {1}{2}}\sigma ^{2}{\frac {\partial ^{2}u}{\partial x^{2}}}\right)ds}{\displaystyle \qquad \quad +\;g\sigma {\frac {\partial u}{\partial x}}\,dW_{s}\;-\;Vgu\,ds.}
On rajoute le terme intégral :
{\displaystyle dY_{s}=\left[g\left({\frac {\partial u}{\partial s}}+\mu {\frac {\partial u}{\partial x}}+{\frac {1}{2}}\sigma ^{2}{\frac {\partial ^{2}u}{\partial x^{2}}}\right)-Vgu+gf\right]ds+g\sigma {\frac {\partial u}{\partial x}}dW_{s}.}
Pour que {\displaystyle Y_{s}} soit une martingale, le terme de dérivée doit disparaître, soit :
{\displaystyle {\frac {\partial u}{\partial s}}+\mu {\frac {\partial u}{\partial x}}+{\frac {1}{2}}\sigma ^{2}{\frac {\partial ^{2}u}{\partial x^{2}}}-Vu+f=0.}

### Remarques sur la dérivation
- La démonstration supra qu'une solution doit avoir la forme donnée vient de [3] avec des modifications pour {\displaystyle f(x,t)}.
- La formule de l'espérance est aussi valide pour des processus d'Itô en dimension N. L'EDP pour {\displaystyle u:\mathbb {R} ^{N}\times [0,T]\to \mathbb {R} } devient alors[4]: {\displaystyle {\frac {\partial u}{\partial t}}+\sum _{i=1}^{N}\mu _{i}(x,t){\frac {\partial u}{\partial x_{i}}}+{\frac {1}{2}}\sum _{i=1}^{N}\sum _{j=1}^{N}\gamma _{ij}(x,t){\frac {\partial ^{2}u}{\partial x_{i}\partial x_{j}}}-r(x,t)\,u=f(x,t),} où, {\displaystyle \gamma _{ij}(x,t)=\sum _{k=1}^{N}\sigma _{ik}(x,t)\sigma _{jk}(x,t),} i.e. {\displaystyle \gamma =\sigma \sigma ^{\mathrm {T} }}, où {\displaystyle \sigma ^{\mathrm {T} }} désigne la transposée de {\displaystyle \sigma }.
- Plus succinctement, pour {\displaystyle A} un générateur infinitésimal du processus de diffusion,{\displaystyle {\frac {\partial u}{\partial t}}+Au-r(x,t)\,u=f(x,t),}
- Cette espérance peut être approchée par des méthodes de Monte Carlo ou de quasi-Monte-Carlo.
- Quand elle a été originellement publiée par Kac en 1949[5], la formule de Feynman-Kac a été présentée comme une formule de détermination de distributions de certaines fonctionnes de Wiener. On suppose qu'on veut trouver l'espérance de la fonction  {\displaystyle \exp \left(-\int _{0}^{t}V(x(\tau ))\,d\tau \right)}dans le cas où x(τ) est une certaine réalisation d'un processus de diffusion avec condition initiale x(0) = 0. La formule de Feynman-Kac établit que cette espérance est équivalente à l'intégrale d'une solution d'une équation de diffusion. Plus précisément, en supposant {\displaystyle uV(x)\geq 0},  {\displaystyle \operatorname {E} \left[\exp \left(-u\int _{0}^{t}V(x(\tau ))\,d\tau \right)\right]=\int _{-\infty }^{\infty }w(x,t)\,dx} ave w(x, 0) = δ(x) et {\displaystyle {\frac {\partial w}{\partial t}}={\frac {1}{2}}{\frac {\partial ^{2}w}{\partial x^{2}}}-uV(x)w.}

La formule de Feynman-Kac peut également être interprétée comme une méthode d'évaluation des intégrales fonctionnelles d'une certaine forme. Si {\displaystyle I=\int f(x(0))\exp \left(-u\int _{0}^{t}V(x(t))\,dt\right)g(x(t))\,Dx} où l'intégrale est prise sur toutes les marches aléatoires, alors {\displaystyle I=\int w(x,t)g(x)\,dx} où w(x, t) est une solution de l' équation aux dérivées partielles parabolique {\displaystyle {\frac {\partial w}{\partial t}}={\frac {1}{2}}{\frac {\partial ^{2}w}{\partial x^{2}}}-uV(x)w} avec la condition initiale w(x, 0) = f(x) .

## Exemple
Dans les applications pratiques, la formule de Feynman-Kac peut être utilisée avec des méthodes numériques comme celle d'Euler-Maruyama pour approcher numériquement les solutions d'équations aux dérivées partielles. Par exemple, elle peut être appliquée à l'équation aux dérivées partielles (EDP) de convection-diffusion :
{\displaystyle {\frac {\partial }{\partial t}}u(x,t)+b{\frac {\partial }{\partial x}}u(x,t)=-\sigma ^{2}{\frac {\partial ^{2}}{\partial x^{2}}}u(x,t)}
On considère l'EDP de convection-diffusion avec des paramètres {\displaystyle b=1}, {\displaystyle \sigma =1} et l'état terminal est {\displaystyle u(x,T)=\mathrm {e} ^{-x^{2}}} avec {\displaystyle T=1} . Alors l'EDP a une solution analytique :
{\displaystyle u(x,t)={\frac {1}{5-4t}}\exp \left({\frac {(1-t+x)^{2}}{4t-5}}\right)}
En appliquant la formule de Feynman-Kac, la solution peut également être écrite sous la forme de l'espérance conditionnelle :
{\displaystyle u(x,t)=\mathbb {E} [\psi (X_{T})|X_{t}=x_{0}]=\mathbb {E} [\mathrm {e} ^{-X_{T}^{2}}|X_{0}=x_{0}]}
où {\displaystyle X} est un processus d'Itô régi par l'EDS {\displaystyle dX_{t}=dt+{\sqrt {2}}dW_{t}} et {\displaystyle W_{t}} est un processus de Wiener. La méthode d'Euler-Maruyama permet ensuite d'intégrer numériquement l'EDS en temps réel à partir des conditions initiales {\displaystyle (x_{0},t_{0})} jusqu'au temps final {\displaystyle T}, donnant des valeurs simulées de {\displaystyle X_{T}}. Pour approcher l'espérance dans la méthode de Feynman-Kac, la simulation est répétée {\displaystyle N} fois. On les appelle souvent réalisations. La solution est ensuite estimée par la moyenne de Monte-Carlo.
{\displaystyle u(x_{0},t_{0})\approx {\frac {1}{N}}\sum _{i=1}^{N}\exp \left(-\left(X_{T}^{(i)}\right)^{2}\right)}
La figure ci-dessous compare la solution analytique avec l'approximation numérique obtenue en utilisant la méthode d'Euler-Maruyama avec {\displaystyle N=1000} Les graphiques de gauche montrent des tranches verticales du gradient de droite, chaque ligne verticale de la surface correspondant à une courbe colorée à gauche. Bien que la solution numérique présente un certain bruit, elle suit fidèlement la forme de la solution exacte. Augmenter le nombre de simulations {\displaystyle N} ou diminuer du pas de temps d’Euler-Maruyama améliore la précision et réduit la variance de l’approximation.

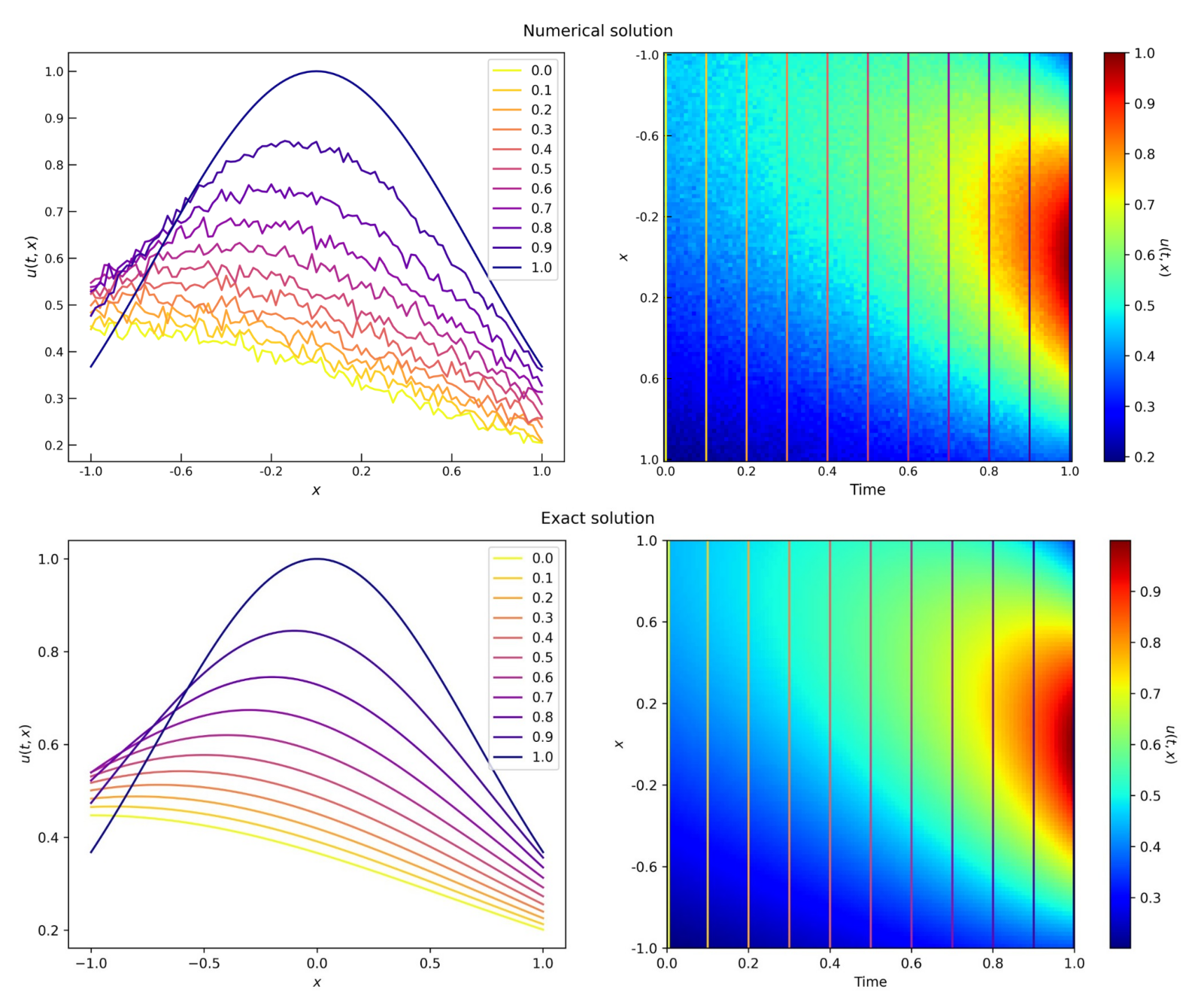
Solution exacte (en bas) et approximation d'Euler-Maruyama (en haut) de l'équation aux dérivées partielles (EDP) de convection-diffusion. Les tranches temporelles du graphique du gradient sont représentées à gauche.

Cet exemple illustre comment la simulation stochastique, rendue possible par la formule de Feynman-Kac et des méthodes numériques comme celle d'Euler-Maruyama, peut approcher les solutions d'EDP. En pratique, ces approches stochastiques sont particulièrement utiles pour les systèmes de grande dimension ou les géométries complexes, où les méthodes de résolution d'EDP traditionnels entrainent des coûts calcul prohibitifs. L'un des principaux avantages de la méthode basée sur les EDS est son parallélisme naturel : chaque simulation, ou réalisation, peut être calculée indépendamment, ce qui la rend particulièrement adaptée aux environnements de calcul haute performance. Si les simulations stochastiques introduisent de la variance, celle-ci peut être atténuée en augmentant le nombre de réalisations ou en affinant la discrétisation temporelle. Ainsi, les équations différentielles stochastiques offrent une alternative flexible et évolutive aux solveurs d'EDP déterministes, notamment dans les contextes où l'incertitude est intrinsèque ou où la dimensionnalité constitue un obstacle au calcul. Contrairement aux solveurs d'EDP traditionnels, qui nécessitent généralement de résoudre la solution entière sur une grille, cette méthode permet un calcul direct à des points spécifiques de l'espace et du temps. Cette approche ciblée permet de concentrer les ressources informatiques sur les zones d’intérêt, ce qui peut entraîner des gains d’efficacité substantiels.

## Applications

### Finance
En finance quantitative, la formule de Feynman-Kac est utilisée pour calculer efficacement les solutions de l' équation de Black-Scholes pour évaluer les options sur actions  et les prix des obligations zéro-coupon dans les modèles de structure par terme affine .
Par exemple, on considère un prix de stock {\displaystyle S_{t}} suivant un mouvement brownien géométrique
{\displaystyle dS_{t}=\left(r_{t}dt+\sigma _{t}dW_{t}\right)S_{t}}
où {\displaystyle r_{t}} est le taux d'intérêt sans risque et {\displaystyle \sigma _{t}} est la volatilité. De façon équivalente, par le lemme d'Itô,{\displaystyle d\ln S_{t}=\left(r_{t}-{\tfrac {1}{2}}\sigma _{t}^{2}\right)dt+\sigma _{t}\,dW_{t}.}On considère maintenant un call d'option européen sur un {\displaystyle S_{t}} expirant au temps {\displaystyle T} et de force {\displaystyle K}. A l'expiration, sa valeur est {\displaystyle (X_{T}-K)^{+}.} Alors, le prix à risque neutre de l'option, au temps {\displaystyle t} et au prix de stock {\displaystyle x}, est
{\displaystyle u(x,t)=\operatorname {E} \left[\exp \left(-\int _{t}^{T}r_{s}\mathrm {d} s\right)(S_{T}-K)^{+}{\Bigg |}\ln S_{t}=\ln x\right].}
En injectant la formule de Feynman-Kac, on retrouve l'équation de Black-Scholes :
{\displaystyle {\begin{cases}\partial _{t}u+Au-r_{t}u=0\\u(x,T)=(x-K)^{+}\end{cases}}}où
{\textstyle A=(r_{t}-\sigma _{t}^{2}/2)\partial _{\ln x}+{\frac {1}{2}}\sigma _{t}^{2}\partial _{\ln x}^{2}=r_{t}x\partial _{x}+{\frac {1}{2}}\sigma _{t}^{2}x^{2}\partial _{x}^{2}.}
Plus généralement, on considère une option expirant au temps {\displaystyle T} avec une récompense {\displaystyle g(S_{T})}. Le même calcul montre que son prix {\displaystyle u(x,t)} satisfait
{\displaystyle {\begin{cases}\partial _{t}u+Au-r_{t}u=0\\u(x,T)=g(x).\end{cases}}}
Certaines autres options comme l'option américaine n'ont pas de temps d'expiration fixe. Certaines options ont une valeur à expiration déterminée par les prix de stock passés. Par exemple, une option moyenne a une récompense qui n'est pas déterminée par le prix sous-jacent à expiration mais par le prix sous-jacent moyen sur une période prédéterminée. Pour celles-ci, la formule de Feynman-Kac ne s'applique pas directement.

### Mécanique quantique
En chimie quantique, elle est utilisée pour résoudre l' équation de Schrödinger avec la méthode de diffusion pure de Monte Carlo.

## Lectures complémentaires
- Barry Simon, Functional Integration and Quantum Physics, Academic Press, 1979
- B. C. Hall, Quantum Theory for Mathematicians, Springer, 2013